# Jean-Jacques Lefranc de Pompignan
Pour les articles homonymes, voir Lefranc et Pompignan.
Jean-Jacques Lefranc (ou Le Franc), marquis de Pompignan, dit Lefranc de Pompignan, né le 10 août 1709 à Montauban et mort le 1er novembre 1784 à Pompignan, est un poète français.

## Famille
Jean-Jacques Lefranc naît dans une famille de noblesse de robe qui détient de père en fils depuis le XVIIe siècle la charge de président de la Cour des aides de Montauban. Il est le fils aîné de Jacques Lefranc de Caix, président de la cour des aides de Montauban, et de Marie de Caulet. Il est le frère de Mgr Lefranc de Pompignan (1715-1790), archevêque de Vienne et député aux états généraux.
La rumeur lui attribue la paternité d'Olympe de Gouges, née le 7 mai 1748 à Montauban,.
Il se marie tardivement, à 48 ans, en 1757, avec Marie Antoinette Félicité Gabrielle de Caulaincourt, veuve depuis 1748 du fermier général Pierre Grimod du Fort, par ailleurs « nièce des d'Argenson et apparentée aux Béthune ».

## Une courte carrière de magistrat à la cour des aides de Montauban
Après des études à Paris au collège Louis-le-Grand, il devient avocat général près cette cour en 1730. En 1737, après un discours de rentrée virulent (Sur l'Intérêt public), il est exilé pendant six mois à Aurillac. En 1747, il succède à son oncle, l'abbé Louis Lefranc de Pompignan, comme président de la cour. Il mène la campagne de diffamation contre l’intendant de Montauban, Lescalopier, accusé d’irrégularités budgétaires et dont il finit par obtenir le déplacement. Défenseur des privilèges fiscaux de la noblesse, mais ému en même temps par le poids des impôts que doit payer le peuple, il s’oppose avec véhémence aux réformes de Machault. En 1755, il démissionne de sa charge de président (démission acceptée seulement en 1757 par le roi), et il est nommé conseiller d’honneur au parlement de Toulouse.
Son engagement en faveur de la magistrature se poursuit discrètement : il est très probablement l’auteur d’un traité historique et politique publié anonymement en 1780 : Essai sur la dernière révolution de l’ordre civil en France, qui critique la réforme judiciaire réalisée en janvier 1771 sous l’impulsion du chancelier Maupeou.

## Un homme de lettres
Il est membre fondateur de l'Académie de Montauban, société littéraire, en 1730. Distingué de bonne heure par l’étendue de ses connaissances, il n’a que vingt-cinq ans lorsqu'il donne sa première tragédie, Didon, représentée pour la première fois, le 21 juin 1734, à la Comédie-Française, sous le titre d’Énée et Didon, et réussit complètement. Encouragé par le succès prometteur de ce début, il enchaîne avec une autre tragédie intitulée Zoraïde, qui est reçue avec enthousiasme par les comédiens. Voltaire, irrité du succès de Didon, l’accuse d'avoir emprunté et le plan de son Alzire (1736) pour le sujet de cette pièce; les comédiens ont alors voulu l’obliger à en faire une seconde lecture, pour lui indiquer des changements. Indigné de ce procédé, il a préféré retirer son manuscrit, renonçant dès lors à travailler pour le Théâtre-Français. Les Adieux de Mars, représentée pour la première fois à la Comédie-Italienne, le 30 juin 1735,, et quelques livrets d’opéra qui suivent, n’ont pas confirmé le succès de Didon.
Lefranc de Pompignan s’est fait avant tout connaître comme poète lyrique. Son Ode sur la mort de Jean-Baptiste Rousseau est une œuvre d’une grande noblesse d’inspiration. Très dévot, il chercha, comme son ami Louis Racine, l’inspiration dans les textes sacrés, publiant en 1751 et 1755 les deux volumes de ses Poésies sacrées, inspirées des Psaumes et des Prophètes. Il composa également des pièces plus légères comme son Voyage en Languedoc et en Provence, mêlé de prose et de vers à la manière de celui de Chapelle et Bachaumont.
Après son mariage, il vient s’établir à Paris. Il effectue des traductions et à des recherches littéraires. Le 6 septembre 1759, il est élu à l’Académie française, en remplacement de Maupertuis. Dans son discours de réception, prononcé le 10 mars 1760, il a le tort d’attaquer vivement le parti philosophique – attaque d’autant plus inconsidérée que, dans l’assistance, plusieurs de ses membres avaient voté pour lui. Les philosophes lui font subir de violentes représailles, notamment Voltaire, qui en fit sa tête de Turc dans une longue bataille de libelles et de pamphlets. Couvert de ridicule, il n’osa plus reparaître à l’Académie.
En 1763, il se retire dans ses terres, partageant son temps entre ses châteaux de Pompignan, près de Montauban et de Caïx, qu’il fait reconstruire et où il passe le reste de sa vie. Il s’occupe, dans sa retraite, de l’étude de la langue hébraïque, et y a fait de tels progrès, qu’il se propose d’en composer une grammaire et un dictionnaire. Possédant également une connaissance approfondie du grec, du latin, de l’espagnol, de l’italien et de l’anglais, il s’occupe notamment à traduire des classiques grecs comme Eschyle et anglais comme Pope.
Élu membre de l’Académie de Cortone, il lui adresse une dissertation en latin sur Les Antiquités de la ville de Cahors, où il rend compte de ses recherches archéologiques. Il a également été élu membre de l’Académie des Jeux floraux de Toulouse en 1740.
Numismate passionné, grand bibliophile, il fait acquérir pour sa collection quelque 26 000 volumes dont 1 500 partitions musicales. Vendu par ses héritiers à la bibliothèque du clergé de Toulouse, ce fonds est aujourd’hui conservé à la bibliothèque de Toulouse.

## Postérité littéraire de Lefranc de Pompignan
La quasi-totalité de l’œuvre de Lefranc de Pompignan est aujourd’hui oubliée. Ses imitations des Cantiques et des prophéties de la Bible, et même deux ou trois de ses Psaumes, tous ces différents morceaux, qui font partie du recueil des Poèmes sacrés, ont obtenu, à une époque où la religion et les poésies religieuses, n’avaient pourtant guère de vogue, et en dépit des sarcasmes de Voltaire, l’assentiment  des connaisseurs.
Ses Odes profanes sont toutes, pour le moins, fort médiocres, mais on peut y trouver une bonne strophe dans l’Éloge de Clémence Isaure composée en l’honneur de Clémence Isaure, la fondatrice des jeux floraux de Toulouse (1741). Après avoir nommé deux écrivains dont les essais informes ont jeté quelques lueurs dans des siècles d’ignorance, sans en dissiper les ténèbres, il use d’une comparaison fort juste et fort bien exprimée :
Ainsi quand le Flambeau du Monde

Loin de nous parcourt d’autres Cieux

Et qu’une obscurité profonde

Cache les astres à nos yeux,

Souvent une vapeur légère

Forme une étoile passagère

Dont l’éclat un instant nous luit ;

Mais elle rentre au sein de l’ombre

Et par sa fuite rend plus sombre

Le voile immense de la nuit.
Mais aujourd’hui, Lefranc de Pompignan reste pour l’essentiel l’auteur d’une ode justement célèbre, et surtout l’une des victimes de Voltaire.

### L’auteur de l'Ode sur la mort de Jean-Baptiste Rousseau
Le chef-d’œuvre de Lefranc de Pompignan est l'Ode sur la mort de Jean-Baptiste Rousseau, dont plusieurs strophes sont justement célèbres. Le début, a dit La Harpe, est « beau comme l’antique, beau comme Horace et Pindare ». L’image du lion pleurant qui conclut la première strophe suscita une très grande admiration au XIXe siècle et les deux derniers vers ont longtemps été extrêmement connus :
Quand le premier chantre du monde

Expira sur les bords glacés

Où l’Èbre effrayé, dans son onde,

Reçut ses membres dispersés,

Le Thrace, errant sur les montagnes,

Remplit les bois et les campagnes

Du cri perçant de ses douleurs ;

Les champs de l’air en retentirent,

Et dans les antres qui gémirent

Le lion répandit des pleurs.

La France a perdu son Orphée !

Muses, dans ces moments de deuil,

Élevez le pompeux trophée

Que vous demande son cercueil :

Laissez par de nouveaux prodiges,

D’éclatants et dignes vestiges

D’un jour marqué par vos regrets.

Ainsi le tombeau de Virgile

Est couvert du laurier fertile

Qui par vos soins ne meurt jamais. […]
La neuvième strophe est également inspirée et fut longtemps parmi les vers les plus célèbres de la langue française ; l’allitération en «r» des deux derniers vers est digne du célèbre exemple tiré de l'Andromaque de Racine (« Pour qui sont ces serpents qui sifflent sur vos têtes ? ») :
Le Nil a vu, sur ses rivages,

De noirs habitants des déserts

Insulter par leurs cris sauvages

L’astre éclatant de l’univers.

Cris impuissants ! fureurs bizarres !

Tandis que ces monstres barbares

Poussaient d’insolentes clameurs,

Le dieu, poursuivant sa carrière,

Versait des torrents de lumière

Sur ses obscurs blasphémateurs.
Cette ode est l’un des grands poèmes du XVIIIe siècle, à telle enseigne que Sainte-Beuve a pu dire avec malice que la meilleure ode due à Jean-Baptiste Rousseau est celle de Lefranc de Pompignan sur sa mort. Au moment de sa publication, elle passe complètement inaperçue et n'est signalée à la postérité que par La Harpe dans son Cours de littérature, quelque vingt ans plus tard ; c’est lui qui, au cinquième vers, a substitué la formule « cris impuissants » à celle de « crime impuissant », qui figure dans l’original.

### Une victime de Voltaire
Malheureusement pour sa mémoire, le nom de Lefranc de Pompignan a surtout été conservé jusqu’à nos jours par les sarcasmes de Voltaire. Après son discours malheureux de réception à l’Académie française, Voltaire produit une série de pamphlets plus ou moins spirituels, mais tous extrêmement durs, deux satires en vers La Vanité et Le Pauvre diable et de nombreuses épigrammes. Certains de ces traits sont restés justement célèbres :
Martin le Franc, qui barbouille Didon,

Vain dans ses mœurs et faible dans son style,

Sur la Dufresne allant à l’Hélicon,

S’était vanté d’avoir passé Virgile !
ou encore :
Savez-vous pourquoi Jérémie

A tant pleuré durant sa vie ?

C'est qu'en prophète il prédisait

Qu'un jour Lefranc le traduirait.

## Œuvres
- Œuvres, édition de 1784.

### Théâtre
- Didon : tragédie créée à la Comédie-Française le 21 juin 1734, Paris, P.-G. Le Mercier, 1756, 45 p. (lire en ligne sur Gallica).
- Les Adieux de Mars : comédie en vers libres créée sur le théâtre des Comédiens italiens ordinaires du roi le 30 juin 1735, Paris, Chaubert, 1735, 48 p. (lire en ligne sur Gallica).
- Le Triomphe de l’harmonie, 1737), ballet héroïque en trois actes créé à l’Académie royale de musique le 9 mai 1737. Musique de François Lupien Grenet (d)
- Amphion, 1748, acte de ballet extrait du Triomphe de l'harmonie, donné à l’Académie royale de musique le 26 décembre 1748
- Léandre et Héro, 1750, tragédie lyrique créée à l’Académie royale de musique le 21 avril 1750. Musique de René de Galard de Béarn (d).

### Mémoires
- Voyage de Languedoc et de Provence, 1745.
- De Antiquitatibus Cadurcorum, ad Academiam Cortonensem epistola (« Épître à l'Académie de Cortone sur les Antiquités de Cahors », 1746.
- Dissertation sur les biens nobles, 1758.
- Réponses aux ″quand″, aux ″si″, et aux ″pourquoi″, réponses à Voltaire, 1760.
- Éloge historique de Mgr le duc de Bourgogne, 1761.
- Discours philosophiques tirés des livres saints, avec des odes chrétiennes et philosophiques, 1771.

### Traductions
- Alexander Pope, La Prière universelle : traduite de l’anglais de M. [Pope, s.l., s.n., 1740 (lire en ligne sur Gallica).
- Poésies sacrées, 1751 et 1754.
- Tragédies d’Eschyle, 1770.
- Mélange de traductions de différents ouvrages grecs, latins et anglois sur des matières de politique, de littérature et d’histoire, 1779.